# Altenburg bei Trappstadt
Das Naturschutzgebiet Altenburg bei Trappstadt liegt auf dem Gebiet des unterfränkischen Landkreises Rhön-Grabfeld. 
Das Gebiet erstreckt sich nordöstlich, östlich und südöstlich des Kernortes Trappstadt entlang der nördlich und östlich verlaufenden Landesgrenze zu Thüringen. Westlich des Gebietes verlaufen die St 2282 und die St 2283. Östlich direkt anschließend – auf thüringischem Gebiet im Landkreis Hildburghausen – erstreckt sich das 538,5 ha große Naturschutzgebiet Schlechtsarter Schweiz und südlich das 26,88 ha große Naturschutzgebiet Trockenrasen am Kapellenberg. Südlich hat auch die Fränkische Saale ihre Quelle.

## Bedeutung
Das 253,29 ha große Gebiet mit der Nr. NSG-00387.01 wurde im Jahr 1991 unter Naturschutz gestellt.